# Giancarlo Piombino
Giancarlo Piombino (Genova, 7 aprile 1932) è un politico italiano, sindaco della città di Genova dal 1971 al 1975.

## Biografia
Nasce in una famiglia della borghesia genovese, e studia laureandosi nella sua città natale. Viene eletto nel 1960 nel consiglio comunale di Genova nelle file democristiane. Nel 1971 diviene il più giovane sindaco di una città capoluogo, eletto a 39 anni. Negli anni novanta ricopre il ruolo di presidente dell'acquedotto Nicolay.